# Abu Gosch
Abu Gosch (arabisch أبو غوش, DMG Abū Ġauš; hebräisch אבו גוש Abu Goš oder, der arabischen Phonetik genauer folgend, אַבּוּ ע'וֹשׁ; in lateinischer Schrift mitunter Abu Ghosh; älter auch arabisch قريت العنب, DMG Qaryat al-ʿInab ‚Dorf der Weinbeeren‘, davon abgeleitet auch hebräisch קרית ענבים Qirjat ʿAnavim mit gleicher Bedeutung) ist ein arabisches Dorf mit 7543 Einwohnern (Stand 2018), das etwa 10 Kilometer westlich von Jerusalem im Judäischen Bergland unmittelbar nördlich der Haupt-Nationalstraße 1 nach Tel Aviv liegt.

## Geschichte
Seit Edward Robinson wird Abu Gosch mit dem Ort Kirjat-Jearim identifiziert, wo die Bundeslade nach der Rückgabe durch die Philister untergebracht war (1 Sam 7,1 ).

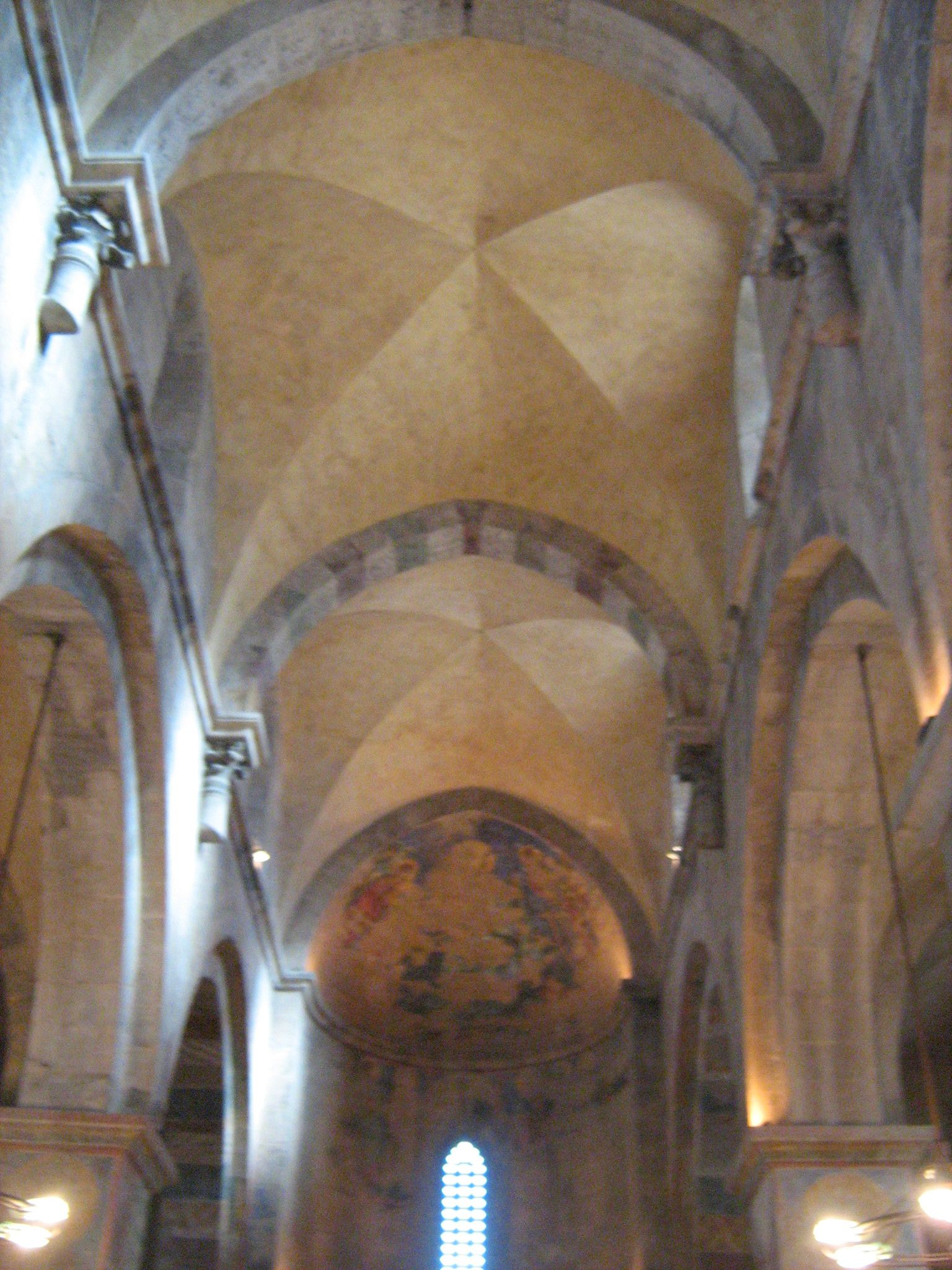
Auferstehungskirche aus der Kreuzfahrerzeit: Innenansicht

 Von Abu Gosch aus soll Richard Löwenherz erstmals Jerusalem erblickt haben. Die Kreuzfahrer definierten Abu Gosch als den biblischen Ort Emmaus und erbauten hier die heute noch bestehende und genutzte Auferstehungskirche. Die im Lukasevangelium angegebene Entfernung zu Jerusalem stimmt hier ziemlich genau, allerdings trug der Ort in der fraglichen Zeit nicht den Namen Emmaus.
In Abu Gosch existierte im 9. bis 11. Jahrhundert sowie im 14. und 15. Jahrhundert eine große Karawanserei.
Abu Gosch war der Sitz des deutschen Konsuls im osmanischen Palästina. Am 29. Oktober 1898 führte der Tross Kaiser Wilhelms II. auf seinem Staatsbesuch auf dem Weg nach Jerusalem durch den Ort.
Abu Gosch ist für seine traditionell guten Beziehungen zu den jüdischen Nachbargemeinden bekannt. Es gehört zu den wenigen arabischen Dörfern, deren Einwohner im ersten Palästinakrieg nicht dem Aufruf arabischer Führer folgten und ihre Dörfer verließen, sondern sich für ein Leben in ihrem Heimatdorf im neugegründeten jüdischen Staat entschieden. Vor den Übergriffen israelfeindlicher Palästinenser, die die Bewohner deshalb der Kollaboration mit dem Feind beschuldigten, versteckten sie sich in den örtlichen Benediktinerklöstern. Den Krieg überstand das Dorf weitgehend unbehelligt.
1998 wurde vom damaligen Bürgermeister von Jerusalem, Ehud Olmert, die Eingemeindung zahlreicher Orte und Gemeinden nach Jerusalem angestrebt. Gegen diese Pläne gab es vielerorts heftigen und zum Teil gewaltsamen Widerstand, in Abu Gosch verliefen die Proteste jedoch friedlich.

### Archäologie
Seitdem die Benediktinermönche im Jahr 1923 die ersten archäologischen Grabungen durchführten, wurden archäologische Stätten innerhalb der Ortsgrenzen entdeckt und wiederholt untersucht. Überreste aus der römischen und byzantinischen Periode wurden gefunden, die ältesten Werkzeugfunde reichen bis in die Steinzeit zurück. Die wichtigsten archäologischen Grabungsphasen in Abu Gosch waren 1928 unter dem Prähistoriker R. Neuville, unter J. Perrot ab 1950, unter M. Lechevallier zwischen 1967 und 1971 sowie unter O. Marder und H. Khalaily von der Israel Antiquities Authority ab 1995. Die Untersuchungen belegten eine erste Besiedelung von Abu Gosch im 7. Jahrtausend v. Chr. Bei Grabungen auf dem Hügel Deir el-‘Azar unter Israel Finkelstein wurden im Jahre 2018 Stützmauern unter dem Plateau gefunden, das die Kirche Unserer Lieben Frau von der Bundeslade trägt. Sie werden als ein möglicher Beleg für einen Tempelbau aus der Regierungszeit Jerobeams II. angesehen, der zur Aufnahme der Bundeslade diente.

## Gegenwart
Abu Gosch ist heute ein kulinarisches und kulturelles Zentrum. Es ist bekannt für seine Restaurants, in denen als besondere Spezialität der „Hummus Abu Gosch“ angeboten wird, der sehr beliebt ist und auch ins Ausland exportiert wird. Da Abu Gosch von der Sabbatruhe in Jerusalem nicht betroffen ist, ist es besonders am Wochenende ein beliebtes, vielbesuchtes Ausflugsziel der Jerusalemer Bevölkerung. Selbst hochrangige israelische, palästinensische und ausländische Politiker finden sich hier ein, gelegentlich kommt es in Abu Gosch zu informellen jüdisch-palästinensischen Verhandlungen.

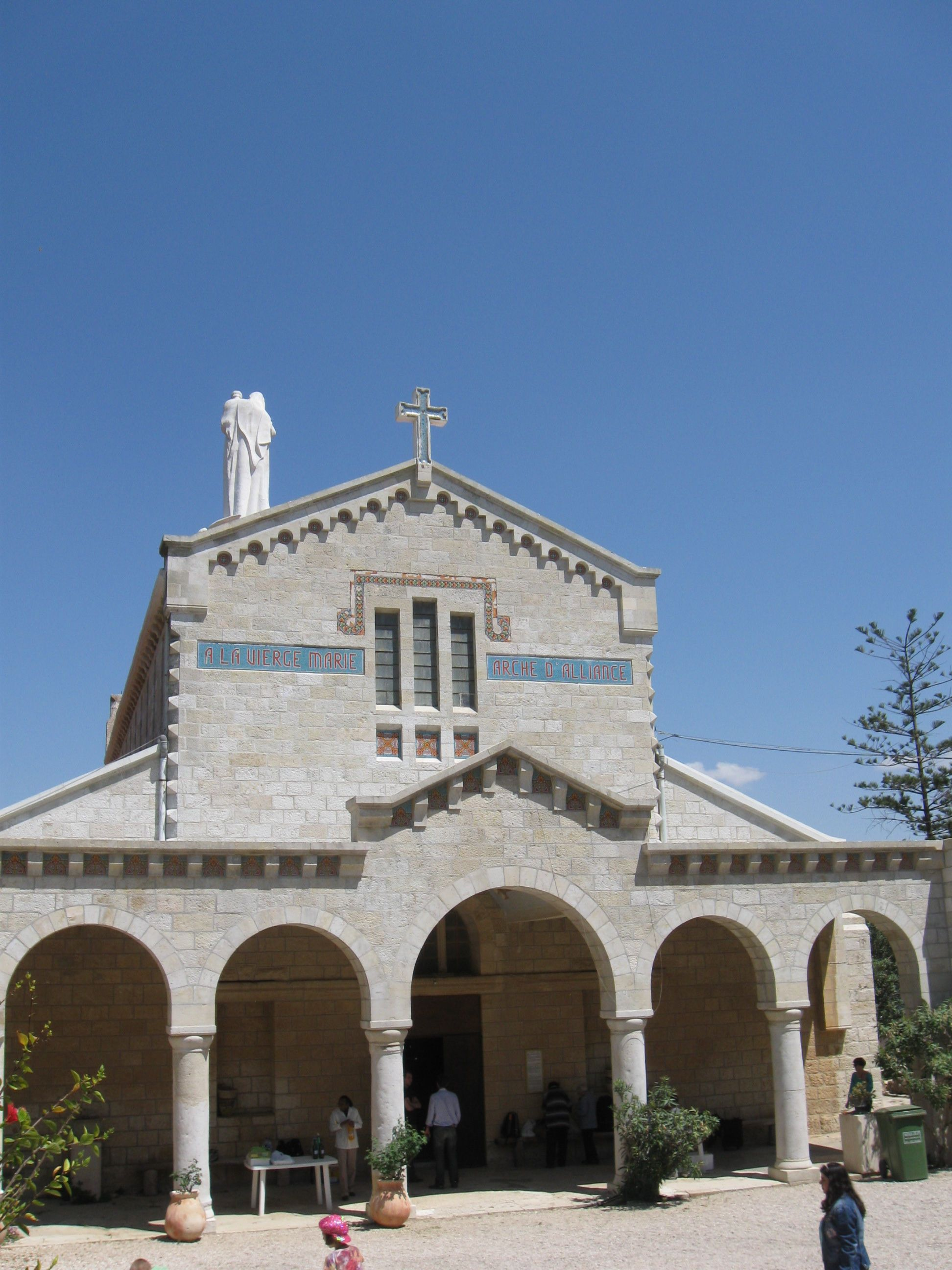
Die Kirche Notre-Dame de l'Arche d'Alliance / כנסיית גבירתנו של ארון הברית

Auch musikalisch bestehen viele, weit über die Region hinaus bekannte Angebote. Jährlich zu Schawuot und Sukkot finden die Abu Gosh Voice Festivals statt, in der Auferstehungskirche und der modernen Kirche Notre Dame Arche d’Alliance (Unsere Liebe Frau von der Bundeslade) der Sœurs de Saint-Joseph-de-l'Apparition SJA (Schwestern des hl. Joseph von der Erscheinung) finden zahlreiche weitere Konzerte statt.
Im Ort befinden sich zwei Klöster der Kongregation von Monte Oliveto Maggiore. Im Männerkloster Abbaye Sainte Marie de la Résurrection leben 10 Benediktinermönche. Langjähriger Abt war Jean-Baptiste Gourion, der später Weihbischof in Jerusalem wurde. Nach seinem Tod wurde er in der Abteikirche von Abu Gosch bestattet. Das zweite Kloster am Ort ist das Nonnenkloster Sainte Françoise Romaine.
2013 wurde das Aron-Jean-Marie-Lustiger-Denkmal zum Gedenken an den 2007 verstorbenen jüdischstämmigen katholischen Erzbischof von Paris in den Gärten der Abtei von Abu Gosh eingeweiht.

## Die Moscheen von Abu Ghosh
Die alte Moschee liegt in der Ortsmitte. Die neue Akhmad-Kadyrov-Moschee wurde 2014 fertiggestellt und ist eine der größten Moscheen in Israel. Sie wurde mit Geldern der Tschetschenischen Regierung gebaut. Das Grundstück wurde vom israelischen Staat zur Verfügung gestellt. Bei dem Terrorangriff der Hamas auf Israel im Oktober 2023 wurde die Kadyrow-Moschee beschädigt, als in der Nähe der Gebetsstätte eine aus dem Gazastreifen abgefeuerte Rakete einschlug.

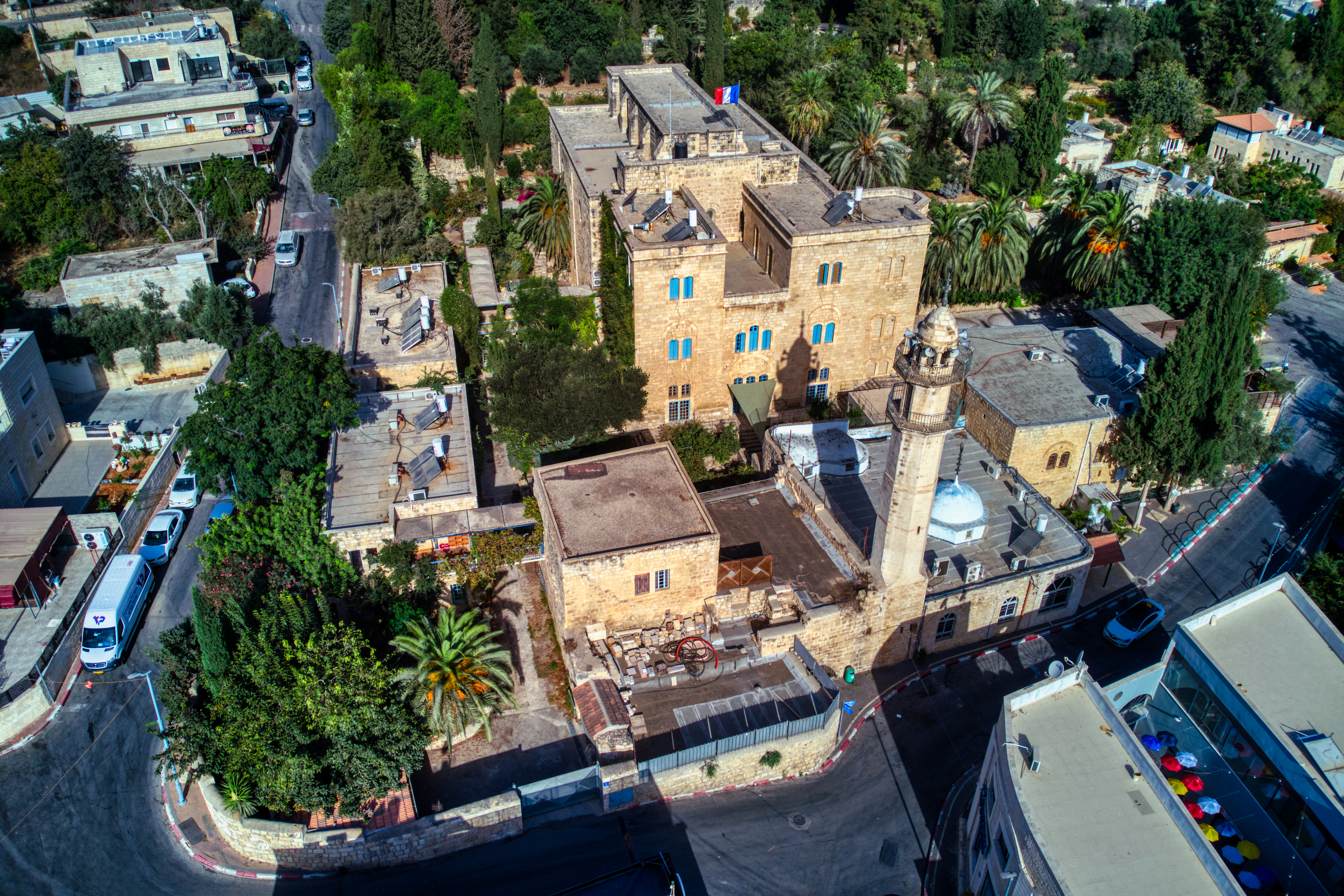
Die alte Moschee von Abu Ghosh
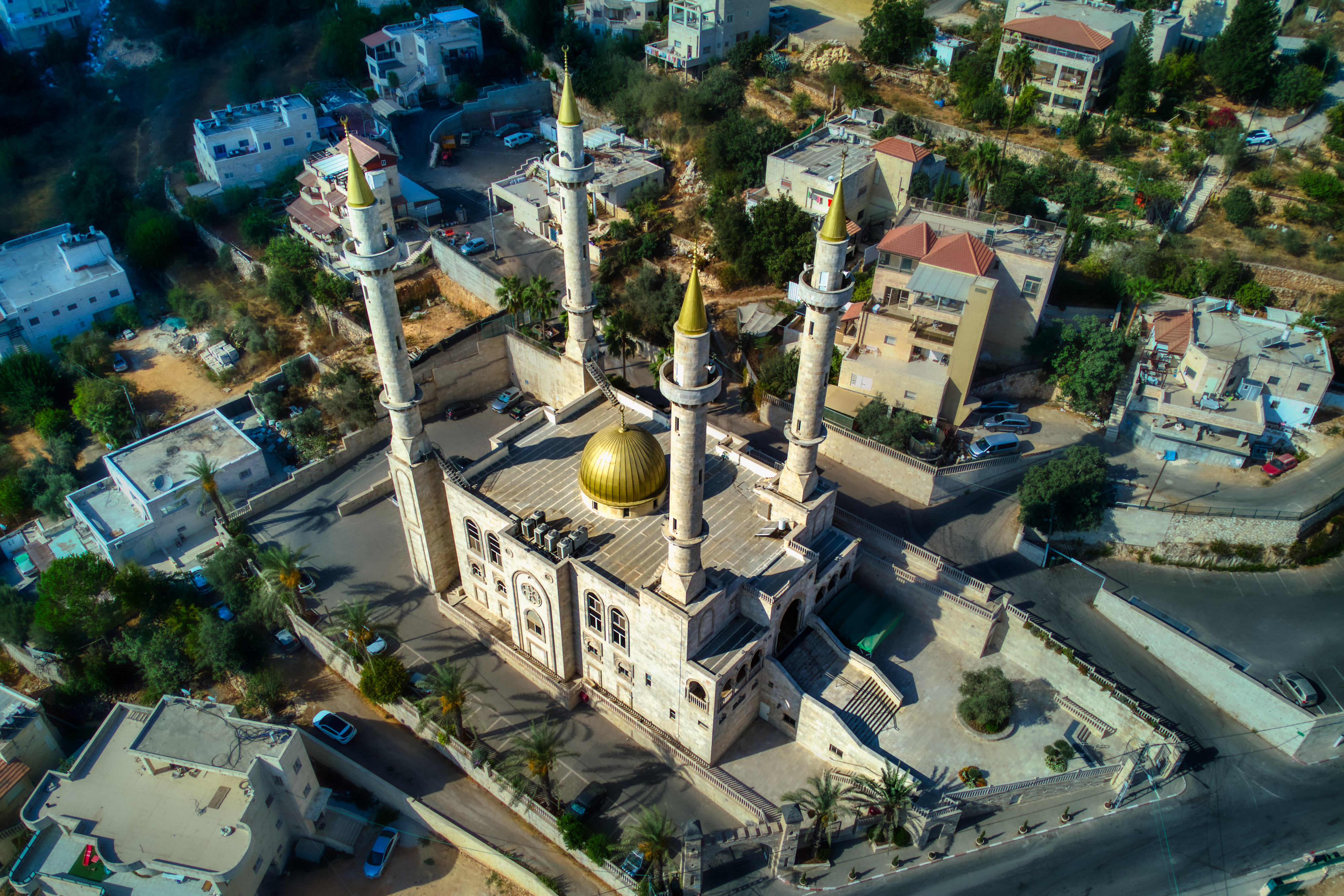
Die neue Akhmad Kadyrov Moschee

## Besonderheiten
Abu Gosch hat gemeinsam mit der Nachbarstadt Mevasseret Zion den einzigen gemischtethnischen arabisch-jüdischen Fußballverein Israels, mit paritätisch arabisch-jüdisch besetztem Vorstand: FC Hapoel Abu Gosch/Mevasseret Zion. Die ethnische Verteilung innerhalb der Mannschaft spiegelt die Größenverhältnisse der beiden Ortschaften wider. Die erste Mannschaft des Vereins spielt in der dritten israelischen Liga und wird von Adidas gesponsert. Die U17-Mannschaft besuchte im Mai 2009 auf Einladung des Zentralrats der Juden in Deutschland die Bundesrepublik und absolvierte dabei ein Freundschaftsspiel gegen die U17-Mannschaft von Hertha BSC.